# Tisuću devetsto osamdeset četvrta
 Ovo je glavno značenje pojma Tisuću devetsto osamdeset četvrta. Za druga značenja pogledajte 1984. (razdvojba).
Tisuću devetsto osamdeset četvrta (eng. Nineteen Eighty-Four), naslov preveden i kao 1984., znanstvenofantastični roman koji je 1949. godine objavio britanski književnik George Orwell. Radnja romana, smještena u London istoimene godine opisuje futurističko totalitarno društvo čiji oligarhijski vlastodršci upotrebljavaju najsuvremenija dostignuća tehnologije i psihologije da bi mase držali u pokornosti. Glavni lik romana je Winston Smith, sitni službenik u Ministarstvu istine zadužen za režimsku propagandu koji postaje razočaran svojim životom i pokušava izvesti pobunu koja završava njegovim uhićenjem i mučenjem.
Tisuću devetsto osamdeset četvrta je postao ne samo najpoznatiji Orwellov roman nego jedno od klasičnih djela distopije i jedan od najutjecajnijih romana 20. stoljeća. Često se smatra jednim od klasika moderne književnosti. Temeljen na autorovim iskustvima vezanim sa španjolskim građanskim ratom, odnosno Drugim svjetskim ratom i ideologijama fašizma i komunizma, roman je shvaćen kao upozorenje budućim generacijama, odnosno nadahnuće mnogim književnicima, filozofima i političkim teoretičarima. Popularnost romana odrazila se i u mnogim jezicima u koje su ušle fraze iz romana kao što su novogovor i Veliki Brat. Ideje vezane s romanom često se nazivaju orvelovštinom.

## Sadržaj
Radnja romana započinje godine 1984. u Londonu, nekadašnjem glavnom gradu Velike Britanije koja je nakon nuklearnog rata i revolucije postala dio Oceanije, svjetske superdržave kojom upravlja režim ingsoca pod vodstvom Velikog Brata. Glavni je lik Winston Smith, član vanjske partije i službenik Ministarstva istine zadužen za revizionističko "korigiranje" svih dokumenata i povijesnih izvora koji nisu u skladu s trenutačnim stavovima vodstva partije:
Smith je godinama duboko akumulirao nezadovoljstvo kako svojim životom tako i režimom kojem služi te protiv njega počinje vlastitu pobunu prvo putem zabranjena pisanja dnevnika, a potom putem isto tako zabranjene ljubavne veze s Julijom, mehaničarkom zaposlenom u istom Ministarstvu.
Na Smitha i Juliju pažnju počinje obraćati O'Brien, tajanstveni član unutarnje partije koji im diskretno dostavi Teoriju i praksu oligarhijskog kolektivizma, knjigu koju je napisao revolucionarni vođa, a sada glavni državni neprijatelj Emmanuel Goldstein, koja detaljno opisuje i obrazlaže ideologiju režima i metode njegove vladavine. Smith i Julia vjeruju da Goldstein vodi Bratstvo disidenata koji će jednog dana srušiti režim ingsoca, odnosno da je O'Brien njegov član.
Kada Smitha i Juliju uhiti misaona policija i odvede u prostorije Ministarstva ljubavi, ispostavlja se ne samo da su vlasti sve vrijeme znali za njihove zabranjene aktivnosti nego i da je O'Brien u stvari režimski agent provokator. Smith je podvrgnut mučenju koje vodi upravo O'Brien, a kojem je glavni cilj "preodgojiti" Winstona Smitha u poslušnog i odanog podanika.
Nakon dolaska u sobu 101 gdje ga O'Brien suočava s njegovim najintimnijim strahovima i traumama – štakorima, Smith se odriče ne samo pobune nego i ljubavi prema Juliji. Nakon toga ga puštaju iz zatočeništva i Smith, lišen ikakve nade i potpuno slomljen, priznaje sebi da "voli Velikog Brata".

## Povijest i naslov
George Orwell borio se 1937. u Španjolskom građanskom ratu protiv Francovih pristaša kao član ljevičarske ali protustaljinističke Radničke stranke marksističkog ujedinjenja (POUM). On je krenuo u borbu protiv Francovih fašista, ali je ostao zatečen i neugodno iznenađen totalitarnom strujom koja se pojavila i s prostaljinističkim frakcijama u Španjolskoj koje su se okomile na POUM. Poučen tim iskustvom, o kojem nitko u Ujedinjenom Kraljevstvu nije htio govoriti, Orwell je zamislio koncept ovog romana još 1944. te ga je tri godine kasnije napisao u velikom dijelu na škotskom otoku Juri od 1947. do 1948., usprkos tomu što je tada bolovao od tuberkuloze. Hladna zima u tom razdoblju još mu je pogoršala stanje, ali mu je velika pomoć bila sestra Avril koja se brinula da ima tople obroke. Godine 1947. imao je gotov sinopsis, ali nije bio zadovoljan te je izjavio da će "vjerojatno morati ponovno napisati dvije trećine." Dana 4. prosinca 1948. poslao je završnu inačicu romana izdavaču Secker & Warburgu te je tako Tisuću devetsto osamdeset četvrta objavljena 8. lipnja 1949., godinu dana prije njegove smrti. Osobna bilješka izdavača zabilježila je: "Ako ne možemo ovo prodati u barem 15 do 20 tisuća kopija, trebalo bi nas strijeljati." Do 1989. Životinjska farma i Tisuću devetsto osamdeset četvrta rasprodane su u više od 40 milijuna primjeraka te prevedene na više od 60 jezika diljem svijeta, više nego ijedan engleski roman u to doba. Naslov romana, njegove teme, novogovor i autorovo prezime s vremenom su postali simboli za državne pokušaje kontrole i uplitanje u privatni život građana, dok pridjev "orvelovski" opisuje totalitarnu distopiju u kojoj vlada želi imati potpunu kontrolu i potisnuti sve svoje građane. Orwellov satirični novogovor ukazuje na dvoličnost države: primjerice, Ministarstvo ljubavi (Miniljub) nadgleda mučenja i ispiranje mozgova, Ministarstvo obilja (Minioblj) nadgleda glad i mjere štednje, Ministarstvo mira (Minimir) nadgleda ratne napore a Ministarstvo istine (Minist) nadgleda i upravlja propagandom i povijesnom revizijom.
Posljednji čovjek Europe bio je jedan od prvotnih naslova romana, ali u pismu 22. listopada 1948. svom nakladniku Fredricu Warburgu, osam mjeseci prije izdavanja, Orwell je već tada pisao o oklijevanju između tog naslova i Tisuću devetsto osamdeset četvrte. Tisuću devetsto osamdeseta i Tisuću devetsto osamdeset druga također su bila dva radna naslova. Warburg je izjavio sljedeće nakon što je pročitao Tisuću devetsto osamdeset četvrtu prije objavljivanja: "Ovo je jedna od najstrašnijih knjiga koju sam ikada pročitao. Surovost Swifta prešla je na njegova nasljednika koji gleda na život i zaključuje da postaje sve nepodnošljiviji... To je odlična knjiga, ali se molim da ću biti pošteđen čitanja nečeg sličnog u budućnosti". Winston Churchill pročitao je knjigu dva puta dok je bio na bolovanju. Nakon što je roman stekao ogroman ugled Warburg je priznao da nije mogao ni predvidjeti "koliki je golemi pokret misli pokrenuo Orwell". Orwell je o Tisuću devetsto osamdeset četvrtoj izjavio sljedeće:
Orwell je pažljivo pratio povijest i stanje svijeta 1940-ih te ga je zabrinjavala totalitarna tendencija SSSR-a, koja je postala "prijetnja demokratskom socijalizmu". Upitan da li je "djetinjasto i nepotrebno brinuti se o totalitarnoj budućnosti", Orwell je zapisao da je njegov tadašnji svijet (1940-e) bio noćna mora za stanovnike Europe prije 20 godina te se zapitao kakvu bi moć imao vladar koji bi mogao promijeniti prošlost.
Neki smatraju da je naslov samo inverzija zadnje dvije brojke godine u kojoj je roman napisan - 1948. je tako postala 1984., dok drugi navode da protagonist Smith ima 36 godina u radnji što je točno 1984. ako se uzme da se rodio 1948. Drugi izvori smatraju da je naslov aluzija na britansko Fabijansko društvo osnovano 1884. Postoji i teorija da je to aluzija na roman The Iron Heel koji je napisao Jack London (u njemu politički pokret počinje s radom 1984.) ili priču The Napoleon of Notting Hill smještenu u 1984. koju je napisao G. K. Chesterton, jedan od Orwellovih najdražih pisaca. Veliki utjecaj na Orwella prilikom pisanja priče bio je slični ruski ZF-roman Mi koji je 1924. napisao disident Jevgenij Zamjatin. Neki su uočili i sličnosti s distopijskim romanima Vrlim novim svijetom koji je 1932. napisao Aldous Huxley; Kallocainom koji je 1940. napisala Karin Boye i Fahrenheitom 451 koji je dvije godine poslije, 1951., napisao Ray Bradbury. Mark Hillegas navodi da su Orwella nadahnula i futuristička djela H. G. Wellsa, ali s izuzetkom da je Wells zamišljao utopiju, dok je Orwell zamišljao distopiju.

### Status autorskog prava
Roman će ući u javno vlasništvo u EU-u i Rusiji 2020., a u SAD-u 2044. iako je već u javnom vlasništvu u Kanadi, Južnoafričkoj Republici, Argentini, Australiji i Omanu.

## Pozadina
Tisuću devetsto osamdeset četvrta odigrava se u Oceaniji, jednoj od preostalih triju supersila koje su podijelile svijet nakon svjetskog rata. Radnja se odigrava na Aeropisti jedan, bivšoj Engleskoj, tj. Londonu. Plakati vođe partije, Velikog Brata, s naslovom "Veliki Brat te gleda" dominiraju gradom, dok rasprostranjeni telekrani (TV-uređaji koji primaju i emitiraju signale) promatraju privatne i javne živote stanovništva. Društvo se dijeli na tri klase:
- (I) gornja klasa, unutarnja partija, elita koja vlada većinom. Čine otprilike 2 % stanovništva[18]
- (II) srednja klasa, vanjska partija, koja radi za elitu i čini otprilike 13 % stanovništva
- (III) donja klasa, tzv. prolovi (kratica za proletarijat), koji čine 85 %[19] stanovništva te su neobrazovana radna klasa.

Partija je jedina stranka, dio vlade, te upravlja stanovništvom putem četiriju ministarstava:
Ministarstvo ljubavi (Miniljub) nadgleda mučenja i ispiranje mozgova, Ministarstvo obilja (Minioblj) nadgleda glad i mjere štednje, Ministarstvo mira (Minimir) nadgleda ratne napore a Ministarstvo istine (Minist) nadgleda i upravlja propagandom i povijesnom revizijom.
Protagonist je Winston Smith, član šire partije koji radi za Ministarstvo istine kao urednik u reviziji povijesnih arhiva da bi se prošlost "korigirala" u skladu s politikom partije koja se stalno mijenja. Neke osobe se čak potpuno brišu iz arhiva jer vlast ne želi da se zna da su ikada i postojali.
Priča počinje 4. travnja 1984. u 13 sati iako Smith nije siguran da li je to stvarni datum jer režim ima naviku stalno manipulirati poviješću. Smith čita knjigu Teorija i praksa oligarhijskog kolektivizma koju je napisao otpadnik Emmanuel Goldstein te time daje pobližu povijest svijeta u kojem se radnja odvija. Implicira se da se prije dogodio atomski rat nakon čega je izbio građanski rat da bi partija napokon pobijedila i uspostavila poredak koji joj odgovara.

## Fiktivni univerzum

### Svijet
Svijet u kojem živi Winston Smith podijeljen je, po navodima Teorije i prakse oligarhijskog kolektivizma, na tri suparničke superdržave:
- Oceaniju, čija je službena ideologija ingsoc ("engleski socijalizam"), a obuhvaća Amerike, Oceaniju, Južnu Afriku i Britansko otočje
- Euraziju, čija je službena ideologija "neoboljševizam", a obuhvaća područje sjeverne Azije i Europe;
- Orijentaziju ili Istaziju, doslovno "Istočna Azija", čija je službena ideologija "brisanje sebe" ili "slavljenje smrti", a obuhvaća Daleki istok.

Područje okvirno smješteno u paralelogramu između Tangera, Brazzavillea, Darwina i Hong Konga, takozvano je "sporno područje" za koje sve tri države vode stalni rat, a ono također služi kao glavni izvor jeftinih sirovina i radne snage.
Takva podjela svijeta okvirno je nastala u periodu između 1945. i 1960. kada su SAD nasilno anektirale nekadašnji Britanski Imperij i zemlje Latinske Amerike, SSSR okupirao Europu, dok se Istazija razvila nešto poslije, ujedinjenjem Kine i Japana. Za sve tri države karakteristično je da su im vladajuće ideologije i načini vladanja gotovo identični; međusobni sukob u pravilu je ograničen i zapravo ima simbiotsku narav jer bi potpuna pobjeda, odnosno nestanak vanjskog neprijatelja lišio njihovo stanovništvo objekta nezadovoljstva.

### Oceanija
Oceanija je jednopartijska država u kojoj se gotovo sva ekonomska aktivnost nalazi u rukama države, a kultura je pod strogim nadzorom. Britanija je u Oceaniji dobila novo ime - "Aeropista jedan", a njezino stanovništvo živi u krajnjem siromaštvu s povremenim napadima raketnim bombama.
Društvo je strogo podijeljeno na tri klase. Najveći dio (cca. 85 %) čini niža klasa ili prolovi, koji žive u siromaštvu i obavljaju fizičke poslove, nemaju nikakvo obrazovanje ali, s druge strane, uživaju određenu slobodu "da žive kao životinje". Srednju klasu čine članovi vanjske partije koji obavljaju intelektualne ili birokratske poslove; uglavnom žive u državnim stanovima i predmet su najžešće represije. Višu klasu (oko 2 %) čini unutarnja partija čiji članovi uživaju u luksuzu i imaju vlastite robove.

## Nadahnuće zaTisuću devetsto osamdeset četvrtu
Orwell je nadahnuće za pisanje crpio iz raznih izvora, ali ponajviše iz totalitarnih tendencija SSSR-a i Trećeg Reicha. Izjava "2 + 2 = 5", koja se upotrebljava za mučenje Winstona Smitha tijekom ispitivanja, bio je slogan boljševičke partije za drugi petogodišnji plan, koji je ohrabrivao ispunjavanje petogodišnjeg plana za samo četiri godine. Slogan je bio vidljiv po moskovskim kućama, reklamnim panelima i drugim lokacijama. Podjela svijeta na tri supersile djelomično se temelji na Teheranskoj konferenciji 1944.: Isaac Deutscher, suradnik Observera, navodi da je Orwell bio uvjeren da su tom konferencijom "Staljin, Churchill i Roosevelt svjesno odlučili podijeliti svijet".
Mijenjanje savezništva Oceanije između Eurazije i Istazije podsjeća na mijenjanje savezništva između SSSR-a i Trećeg Reicha tijekom pakta o nenapadanju 1940-ih. Kada su Ujedinjeno Kraljevstvo i SSSR postali saveznici 1941., Orwell je uočio kako se savezništva mogu lako promijeniti u slučaju koristi: "Odvratno je što je taj ubojica (Staljin) sada odjednom na našoj strani, a sve čistke itd. odjednom su zaboravljene". Nakon poraza Trećeg Reicha Orwell je radio za Observer te je posjetio razne zarobljeničke logore i uočio da su neki Rusi promijenili strane te su se borili za Nijemce.
Opis Emmanuela Goldsteina s kozjom bradicom podsjeća na Lava Trockog. Goldsteinova knjiga podsjeća na parodiju stvarne Trockine knjige Izdana revolucija iz 1937. koja je kritizirala Staljinov model Sovjetskog Saveza. Gwyneth Roberts smatra da je uzor za Goldsteina bio i ljevičar Andres Nin, španjolski vođa POUM-a s kojim se Orwell borio u Španjolskom građanskom ratu, a koji je govorio da je Staljin izdao vrijednosti socijalizma. Nina su poslije smaknuli sovjetski agenti.
Sveprisutnost Velikog Brata, koji na plakatima ima brkove, podsjeća na kult ličnosti, možda Staljinov ili Hitlerov. Vijesti Oceanije naglašavaju rekordne brojke produkcije baš kao i u SSSR-u gdje su se glorificirale tvornice i osobe koje su postigle nove rekorde u proizvodnji.
Mučenja Ministarstva ljubavi podsjećaju na procedure NKVD-a i njihove metode ispitivanja, Orwellovi "špijuni", djeca i mladež koje su učili da paze na neprijatelje države, temelji se na mladim sovjetskim pionirima koji su tražili "neprijatelje ljudi" te ih izdavali NKVD-u. Te su aktivnosti bile dio velike čistke od 1936. do 1938. Orwell je saznao o slučaju Pavlika Morozova, 14-godišnjeg pionira koji je 1930-ih prijavio svoju obitelj sovjetskoj policiji jer je gomilala žitarice nakon čega su ga seljaci ubili a sovjetske vlasti mu potom sagradile spomenike diljem države kao primjer uglednog pionira mladim naraštajima.
Mlada liga protiv seksa temelji se na mladim komunistima nazvanim komsomol. Iako nisu vršili eksplicitni celibat, komsomol nije ohrabrivao seksualnost među svojim članovima jer se smatralo da sprječava posvećenost partiji.
Misaona policija, koja je znala uhititi ljude samo zbog "anti-sovjetskih" primjedbi, temelji se na NKVD-u, ali i na tajnoj policiji Tokubetsu Kōtō Keisatsu koja je osnovana 1911. u Japanu i stavljala u zatvor osobe koje su "zatrovane opasnim ideologijama" te su sumnjale u japansku vlast. Keisatsu je doista imao nadimak "misaona policija" puno prije Tisuću devetsto osamdeset četvrte.
Dvije minute mržnje i tjedan mržnje temelje se na stalnim okupljanjima koje su sponzorirali organi SSSR-a tijekom Staljinova razdoblja kao i njihova ritualna demonizacija neprijatelja. Orwell je predvidio i poplavu kratica raznih organizacija i ustanova. Režim Oceanije rabi razne kratice. Ministarstvo istine zove se "Minist", partija engleski socijalizam zove ingsoc slično kao i sovjetske i nacističke česte kratice: npr. Komunistička unija mladih skraćena je na komsomol; Komunistička internacionala skraćena je na Kominterna; Geheime Staatspolizei skraćen je na Gestapo itd.
Posao je Winstona Smitha revizija povijesti kao i izbacivanje "neosoba", koje režim više ne trpi, iz povijesnih arhiva. To vuče paralele na Staljinove metode "brisanja" nepoželjnih osoba s fotografija, iz knjiga i časopisa. Jedan slavni primjer jest fotografija Staljina i Ježova s koje je Ježov izbrisan nakon što je smaknut i postao nepoželjan u SSSR-u.
"Naredbe dana" Velikog Brata temelje se na Staljinovim "naredbama dana" tijekom rata. Slogan ingsoca "naš novi, sretan život" ponavlja se na telekranima i također podsjeća na Staljinovu izjavu iz 1935.: "Život je postao bolji, drugovi, život je postao veseliji." Zbog takvih paralela Tisuću devetsto osamdeset četvrta bila je 1950. zabranjena u SSSR-u, ali skoro i u SAD-u i Britaniji tijekom kubanske krize.

## Teme

### Nacionalizam i ograničeni rječnik
Tisuću devetsto osamdeset četvrta zapravo proširuje Orwellov vlastiti esej Bilješke o nacionalizmu iz 1945. o manjku vokabulara potrebna da bi se objasnio nepriznat fenomen iza određenih političkih sila. Službeni "skraćeni" jezik partije, novogovor, ukazuje na tu problematiku. U eseju Zašto pišem (engl. Why I Write), sâm Orwell je utvrdio: "Pisati jednostavno snažnim jezikom podrazumijeva neustrašivo razmišljanje, a ako je netko neustrašiv, ne može biti politički komforan". Takva tema nalazi se i u Tisuću devetsto osamdeset četvrtoj jer država upotrebljava jezik da bi sve više proširila političku kontrolu nad ljudima koji govore isti. Partija stoga ima izvrnut i korumpirani jezik: novogovor. Temelji se na teoriji tadašnjih pisaca da su misli ovisne o riječima koje ju izražavaju te stoga jezik koji ne sadrži određene riječi ili ideje neće moći odraziti te ideje među ljudima koji ga govore. Cilj je novogovora da sve ideje koje ne slijede principe ingsoca postanu maglovite i neodređene te su stoga nepodobne riječi kirurški uklonjene iz jezika. Time partija ima 'vodootporan' politički jezik u kojem su sve "neodređene i plitke sjene značenja" starog jezika uništene zajedno s djelima velikih pisaca koji su ga upotrebljavali. I nacionalizam je utkan u radnju.
- pozitivan nacionalizam: ljubav Oceanijaca prema Velikom Bratu i partiji
- negativan nacionalizam: mržnja Oceanijaca usmjerena protiv Emmanuela Goldsteina i državnih neprijatelja
- premještan nacionalizam: usred govora govornik promijeni neprijatelja Oceanije te se publika odmah preokrene i usmjeri mržnju protiv novog neprijatelja (prvo je neprijatelj Eurazija, zatim je odjednom saveznik, a novi je neprijatelj Istazija)

### Ravnoteža između javnih i privatnih vrijednosti
Tijekom cijelog svog života Orwell je nastojao ostvariti ravnotežu između javnih i privatnih vrijednosti, između kreativnog i neophodnog rada. Bio je zaokupljen javnim i političkim životom, ali je bio i svjestan važnosti privatnog života pojedinaca kao i vrijednosti svakodnevice. Jedan od razloga zašto je smatrao da su prolovi u Tisuću devetsto osamdeset četvrtoj ostali ljudska bića, kao što je Winston komentirao Juliji, nalazio se u njihovim privatnim životima i emotivnim vezama koji su ostali nedodirnuti partijom. Članovi partije imaju privilegije koji prolovi nemaju, ali im partija određuje koga će sresti, s kim će provesti slobodno vrijeme, s kim će stupiti u brak te njih stav prema svemu. Orwell je smatrao da bi država trebala opskrbiti društveni okvir za svoje građane, ali ne i diktirati kako će živjeti svoj privatni život; ako to učini, postat će manja ljudska bića.

### Cenzura
Jedna je od glavnih tema priče cenzura, osobito u Ministarstvu istine gdje se fotografije retuširaju a javni arhivi izmjenjuju da bi se riješili neugodnih "neosoba" (ljudi kojih se partija odlučila riješiti i izbrisati iz povijesti). Telekrani pokazuju nevjerojatno preuveličane i lažne brojke o stalno rastućoj ekonomiji i sve boljem životnom standardu iako u stvarnosti građani žive sve lošije te čak i normalne namirnice postaju rijetkost. Stalno se dobivaju i izvješća o velikim pobjedama na ratnom polju iako je krajni cilj rata nepoznat a neprijatelji neodređeni. No nitko od građana ne može neutralno povjeriti informacije jer partija kontrolira sve medije. Sam Orwell jednom je izjavio: "Već sam u ranijoj dobi primijetio da se nijedan događaj ispravno ne objavljuje u novinama."

### Poslušnost i slobodna volja
Partija zahtijeva da svi građani budu apsolutno poslušni prema državi. Za O'Briena nije dovoljno što će netko postati potpuno poslušan rob, Winston mora u jednakoj mjeri zavoljeti Velikog Brata u isto onoj u kojoj ga je isprva zamrzio. Stoga mu se mora slomiti otpor, prvo fizički, zatim psihički, kada izda Juliju, te tako izgubi svoj integritet i slobodnu volju. Julijina je pobuna pak više instinktivna i izravna od Winstonove te zna čak bolje organizirati i sakriti svoje tajne aktivnosti. Ona također zna zašto partija vodi restriktivnu politiku prema seksu: spolni čin mora biti ili dužnost u braku ili bezvoljni susret da bi partija seksualnu frustraciju mogla preusmjeriti u mržnju prema neprijateljima. Stoga je spolni odnos između Winstona i Julije sam po sebi politička pobuna.

### Nadziranje
Građani Oceanije, osobito članovi šire partije, nemaju stvarne privatnosti. Mnogi žive u stanovima u kojima su dvosmjerni telekrani, koji istodobno emitiraju program, ali mogu služiti i kao kamere koje snimaju sve oko sebe. Pošta se redovno otvara i čita prije slanja, misaona policija zapošljava tajne agente koji prijavljuju ljude subverzivnih misli. Ovo potpuno nadziranje građana osigurava kontrolu države.
Abbott Gleason, Jack Goldsmith i Martha C. Nussbaum navode da se iz priče može interpretirati i nepolitička, ambivalentna tema. Po njima, prava religija ne nalazi se u institucijama Oceanije već u protukulturi sljedbenika disidenta, Židova Emmanuela Goldsteina i njegova teksta spasenja, zabranjene knjige. To vuče paralale s ranim kršćanstvom tijekom Rimskog Carstva. Nova kultura agresivna prema religiji potiskuje je, ali se javlja prorok koji skuplja sljedbenike te se javlja novi zavjet koji potajno kruži po gradovima. Winston traži time oslobođenje od tiranije uz pomoć (ispostavlja se) zamišljena proroka iz Izraela, što se može tumačiti kao doza poštovanja prema značenju kršćanskog evanđelja.

## Recenzije
Recenzije romana bile su u velikoj većini pohvalne. Kritika New York Timesa od 12. lipnja 1949. bila je posebno pozitivna: "James Joyce, u liku Stephena Dedalusa, napravio je danas već slavnu podjelu između statične i kinetičke umjetnosti. Veliko je umjetničko djelo statično u svojem učinku: postoji u sebi samome, ne zahtijeva ništa izvan sebe. Kinetičko umjetničko djelo postoji da bi zahtijevalo: nije samodostatno, već zahtijeva ili gnušanje ili žudnju da bi ostvarilo svoju ulogu. [...] Orwellova Tisuću devetsto osamdeset četvrta veliko je ostvarenje kinetičke umjetnosti. Ovo možda znači da je njezina veličina samo trenutna, njezina snaga samo za nas, sada, za ovu generaciju, ovu godinu, da je možda osuđena da bude polog vremena. Svejedno je vjerojatno da nijedno drugo djelo ove generacije nije stvorilo toliku žudnju za slobodom toliko iskreno a gnušanje tiranije s tolikom punoćom."
Aldous Huxley, autor tematski slične distopijske knjige Vrli novi svijet, napisao je 1949. pismo Orwellu u kojem je hvalio Tisuću devetsto osamdeset četvrtu kao "vrhunsku i duboko značajnu knjigu", ali je smatrao da je totalitarna budućnost pogrešno predviđena jer je ipak izvjesnija 'meka moć' vladajuće klase: "Bi li politika "čizme na licu" mogla trajati unedogled jest upitno. Moje je uvjerenje da će vladajuća oligarhija pronaći manje agresivne i razorne načine vladanja i zadovoljavanja želje za moći, a ti će načini sličiti onima koje sam opisao u Vrlom novom svijetu." Orwell je odgovorio Huxleyju da ipak sumnja u proročansku vrijednost Vrlog novog svijeta jer "nijedno društvo takve vrste ne bi moglo opstati duže od nekoliko generacija jer bi vladajuća klasa koja jedino misli u terminima 'dobre zabave' brzo izgubila svoju vitalnost".

## Odjek i utjecaj
Učinak Tisuću devetsto osamdeset četvrte na engleski jezik bio je golem: koncepti Velikog Brata, sobe 101, misaone policije, zlomisli, novogovora i dvomisli postale su česte fraze kojima se protivi nečijoj opasnosti od totalitarnog autoriteta. Orwell se redovito poistovjećuje s godinom 1984. te je asteroid 11020 Orwell koji je u srpnju te godine otkrio Antonín Mrkos dobio ime po tom piscu. Iste godine emitirana je i televizijska reklama 1984. kojom je kompanija Apple Inc. javnosti predstavila svoj novi osobni kompjuter Macintosh. Napravljena je kao kratki igrani film u režiji Ridleya Scotta, a nadahnut Orwellovim slavnim romanom. U njemu siromašnim prolovima preko telekrana vlastodržac nalik na Velikog Brata drži govor u kojem slavi "objedinjenje misli" sve dok mlada atletičarka koju progone policajci ne uspije baciti čekić u ekran i razbiti ga šokirajući publiku. Na kraju se pojavljuje natpis: "24. siječnja Apple će predstaviti Macintosh. I vidjet ćete zašto 1984. neće biti kao 1984."
U srpnju 1974. David Bowie izdao je singl 1984 s albuma Diamond Dogs koji je prvotno bio namijenjen nikad dovršenom mjuziklu nadahnutim Orwelovim djelom.
U rujnu 2009. engleski alternativni rock sastav Muse objavio je album The Resistance, u kojem su bile pjesme koje je nadahnula 1984.
Reference na teme, koncepte i detalje iz romana često su se javljale u popularnoj kulturi, osobito u popularnoj glazbi i medijima. Jedan je primjer popularna TV reality emisija Big Brother, u kojoj skupina ljudi živi zajedno u velikoj kući izolirana od svijeta dok ih stalno snimaju kamere.
U studenom 2011. vlada Sjedinjenih Država pred Vrhovnim sudom SAD-a izjavila je da želi nastaviti s primjenom praćenja pojedinaca uz pomoć GPS-a a da prije ne traži nalog. Kao odgovor sudac Stephen Breyer pitao je što to znači za demokratsko društvo. Breyer je zapitao: "Ako pobijedite u ovom slučaju, onda ništa ne sprječava policiju ili vladu od javnog nadziranja svakog građana SAD-a 24 sata dnevno. Dakle, ako pobijedite, stvarate nešto što zvuči kao 1984....."
Godine 1984. roman je adaptiran u istoimeni film u kojem je glumio John Hurt kao Winston Smith. Godine 2006. filmska inačica O za osvetu puštena je u kinodistribuciju te je imala iste teme i principe kao Tisuću devetsto osamdeset četvrta, a u jednoj od ključnih uloga također je glumio John Hurt, ovog puta kao "Veliki Brat". Epizoda serije Doctor Who, zvana The God Complex, opisuje svemirski brod maskiran kao hotel koji ima sobu broj 101.
| poredak | naslov knjige                     | autor            |
| ------- | --------------------------------- | ---------------- |
| 1.      | Ponos i predrasude                | Jane Austen      |
| 2.      | Ubiti pticu rugalicu              | Harper Lee       |
| 3.      | serija Harry Potter               | J. K. Rowling    |
| 4.      | Orkanski visovi                   | Emily Bronte     |
| 5.      | Jane Eyre                         | Charlotte Bronte |
| 6.      | Tisuću devetsto osamdeset četvrta | George Orwell    |

Mnogi uzimaju i slavni kultni ZF-film Brazil Terryja Gilliama iz 1985. kao svojevrsnu parafrazu svijeta Tisuću devetsto osamdeset četvrte. Radni naslov tog filma bio je 1984. 1/2.
Razni teoretičari zavjere, kao što su David Icke, Alex Jones i drugi, često su spominjali Orwella i Tisuću devetsto osamdeset četvrtu u kontekstu svojih teorija o smjeru kojim neki političari žele odvesti moderno društvo.
Godine 2009. bivši voditelj britanskog Odjela za vladinu komunikaciju (GCHQ), David Pepper, na BBC-jevu je programu Who's Watching You naveo da je postalo nužno za vladu snimati sav telefonski i internetski promet da bi se borila protiv terorizma. Novinar Guardiana, Henry Porter, kao odgovor je napisao članak Boriti se protiv 1984. u kojem je naveo da se Pepper rodio iste godine kada je Orwell napisao svoj slavni roman, 1948., te usporedio zahtjev za što većim nadziranjem običnih građana s nepoznatim neprijateljima i neodređenom prijetnjom Oceanije koja kao posljedicu ukida ljudsko pravo na privatnost.
Godine 2013. izbio je skandal kada je Guardian razotkrio da je NSA razvila program Prizmu koji potajno špijunira i analizira telefonske i internetske razgovore ljudi diljem svijeta. Mnogi su potom usporedili Prizmu s Tisuću devetsto osamdeset četvrtom. Novinar Guardiana Stephen Moss zapisao je da je nakon tog skandala "Orwell relevantniji nego ikada" te da je prodaja Tisuću devetsto osamdeset četvrte na Amazonu.com nakon skandala porasla za 7.000 %. U jednom istraživanju nakon tog skandala, u lipnju 2013. više od polovice američkih ispitanika složilo se s tvrdnjom da "živimo u razdoblju Velikog Brata."
Godine 2005. časopis Time stavio je Tisuću devetsto osamdeset četvrtu na popis sto najboljih romana napisanih na engleskom jeziku od 1923. Prema istraživanju 500 britanskih profesora iz 2013., u kojem se tražilo da nabroje najdraže knjige, 1984. se našla na visokom šestom mjestu.
Riječ unpeople (ljudi za odstrel), iz romana, koju se koristi radi oslikavanja koncepta cinične i prijetvorne britanske politike poslije Drugoga svjetskog rata.

## Adaptacije
- 1984. (Studio One), TV-drama koju je američka TV-mreža CBS emitirala 1953. u okviru antologije Westinghouse Studio One
- Tisuću devetsto osamdeset četvrta, tv-drama u produkciji BBC-ja s Peterom Cushingom u glavnoj ulozi, originalno emitirana 1954. godine[65]
- 1984., američki igrani film iz 1956. godine s Edmondom O'Brienom u glavnoj ulozi
- Tisuću devetsto osamdeset četvrta, britanski igrani film iz 1984. godine s Johnom Hurtom u glavnoj ulozi
- 1984., opera Lorina Maazela iz 1985. godine.

Krajem 1983. Radiotelevizija Beograd emitirala je posebno izdanje emisije Petkom u 22 posvećeno Orwellovu romanu pod naslovom Dobro veče, gospodine Orvel. U njoj je dramatizirana jedna scena iz romana, a u njoj je lik Winstona Smitha tumačio Petar Kralj, a lik Parsonsa Slobodan Aligrudić.

## Vanjske poveznice
elektronička izdanja
- (engl.) George Orwell - biografija, djela i citati
- (engl.) Tisuću devetsto osamdeset četvrta, cijeli roman (javno vlasništvo u Kanadi)

ostalo
- (engl.) sažetak Tisuću devetsto osamdeset četvrte
- (engl.) on-line strip Tisuću devetsto osamdeset četvrta  Arhivirana inačica izvorne stranice od 13. ožujka 2007. (Wayback Machine)
- (engl.) povijest objavljivanja Tisuću devetsto osamdeset četvrte  Arhivirana inačica izvorne stranice od 10. prosinca 2013. (Wayback Machine)
- (engl.) 1984: Opera
- (engl.) izvorna recenzija romana  Arhivirana inačica izvorne stranice od 16. listopada 2012. (Wayback Machine) časopisa TIME
- (engl.) relevantnost romana danas  Arhivirana inačica izvorne stranice od 9. ožujka 2021. (Wayback Machine)